# White pride

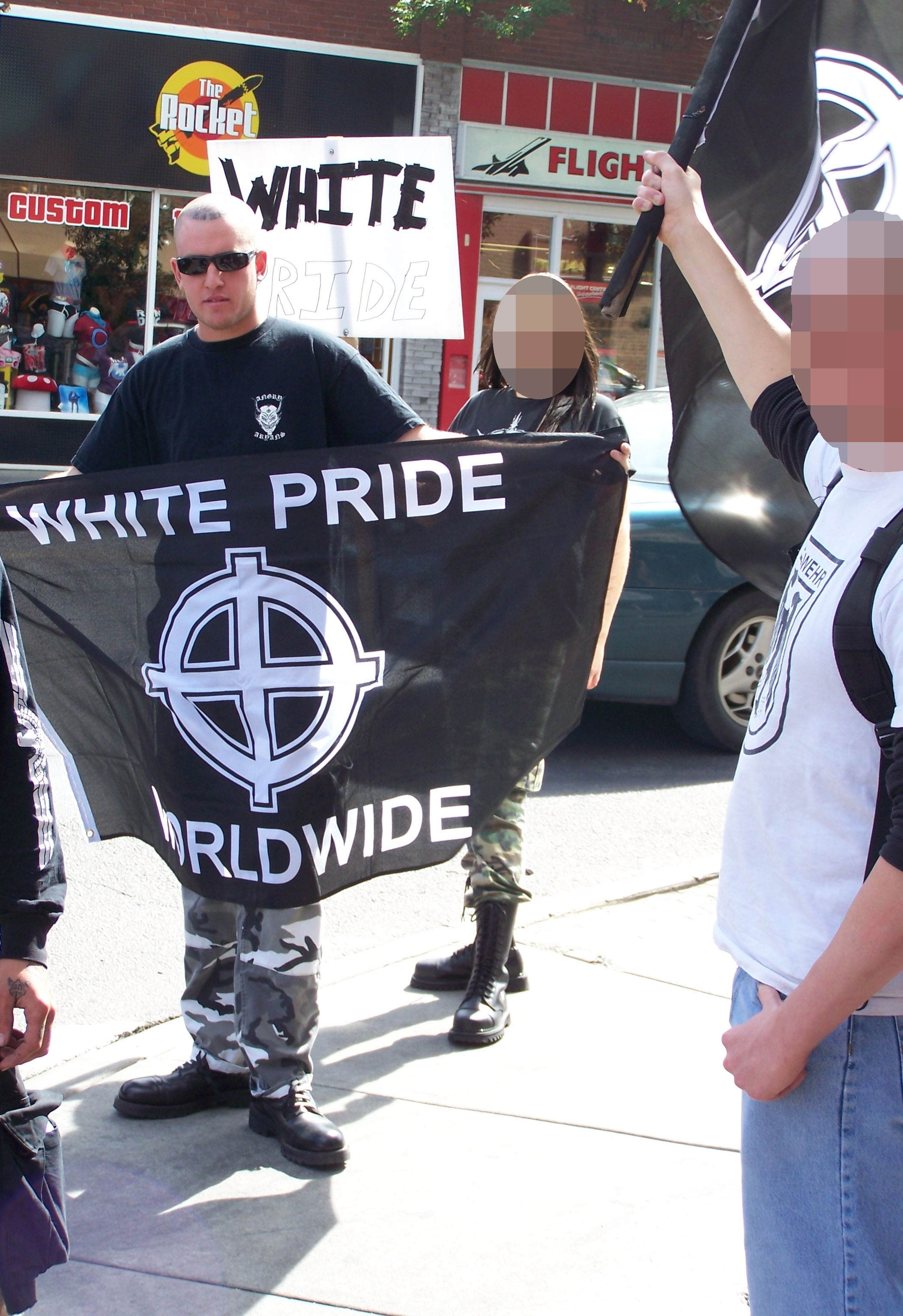
Membri della guardia ariana protestano contro un raduno anti-razzista a Calgary il 21 marzo 2009, uno di loro ha in mano una bandiera con la Croce Celtica e la scritta "White Pride Worldwide"

Il white pride o orgoglio bianco è un motto usato principalmente dalle organizzazioni bianche separatiste, nazionaliste, neonaziste e suprematiste per promuovere punti di vista razzisti e/o antisemiti. È anche uno slogan usato dal gruppo post-Ku Klux Klan Stormfront con lo scopo di rendere le loro posizioni neonaziste più gradite al pubblico generalista che potrebbe associare abusi storici ai termini  "white nationalist", "neo-Nazi" e "white supremacist".

## Nascita
I sociologi Betty A. Dobratz e Stephanie L. Shanks-Meile hanno identificato "White Power! White Pride!" come "un canto molto usato dai sostenitori del movimento separatista bianco" e il sociologo Mitch Berbrier ha identificato l'uso di questa frase come parte di una "nuova strategia razzista ... per una trasformazione graduale della società al fine di: (a) costruire consapevolmente un razzismo senza odio, (b)  creare un falso parallelo speculare al fine di associare ai bianchi ciò che hanno subito le minoranze nella storia e (c) utilizzando idee su "amore", "orgoglio" e "conservazione di valori" per dimostrare sia la loro presunta mancanza di animosità verso gli altri che le loro credenziali etniche". In un esperimento di psicologia sociale che ha provato come i partecipanti bianchi potevano essere influenzati per identificarsi con l'ideologia del white pride, alcuni sociologi hanno riscontrato che:
Coloro che esprimono apertamente l'orgoglio bianco sembrano invariabilmente quelli alienati dalla cultura razzista tradizionale - membri del KKK, skinhead  e suprematisti bianchi - che cercano di aggrapparsi a qualche base per sentirsi bene con se stessi attraverso vie convenzionali come le carriere di successo e le relazioni, cosa che non sta funzionando bene per loro. Di conseguenza, la stragrande maggioranza delle persone che dichiarano l'"orgoglio bianco" sembrano anche dichiarare esplicitamente il razzismo.
I sociologi Monica McDermott e Frank L. Samson hanno documentato l'evoluzione retorica dei movimenti dell'"orgoglio bianco" concludendo che: "poiché il white pride è stato storicamente basato su una denigrazione dei non bianchi, l'articolazione dei doveri e dei requisiti riflette il desiderio di correlare un'identità bianca con attributi positivi."

## Utilizzo come segno identitario

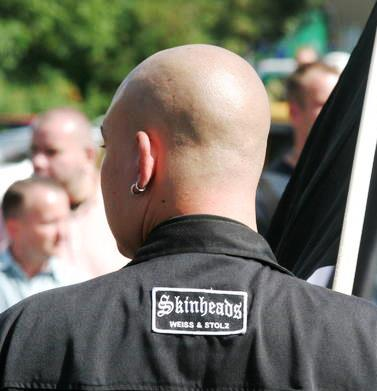
Uno skinhead bianco indossa un'etichetta con scritto "Skinheads/White and Proud" (in tedesco).

I politologi e i sociologi sostengono comunemente che l'idea dell'"orgoglio bianco" è un tentativo di fornire un volto pubblico pulito o più appetibile per la supremazia bianca o il separatismo bianco e che è un appello a un pubblico più ampio nella speranza di incitare una violenza razziale più diffusa. Secondo Joseph T. Roy del Southern Poverty Law Center, i suprematisti bianchi diffondono spesso materiale su Internet e altrove che "ritrae i gruppi antisemiti non come nemici, ma come semplici gruppi civici di orgoglio bianco che si occupano di "malattie sociali"". Il filosofo David Ingram sostiene che "affermare l'orgoglio nero" non equivale ad affermare "l'orgoglio bianco ", poiché il primo - a differenza del secondo - è una strategia difensiva finalizzata a correggere uno stereotipo negativo". Al contrario, quindi, "affermazioni di orgoglio bianco - per quanto sottilmente ammantate come affermazioni di orgoglio etnico - servono a mascherare e perpetuare il privilegio dei bianchi" (mai discriminati nella storia dell'occidente). Allo stesso modo, il Professore di Educazione all'Università dell'Illinois - Urbana-Champaign, Cris Mayo, descrive l'orgoglio bianco come "un obiettivo politicamente disgustoso, dato che l'essere bianchi non è un'identità personale o comunitaria, ma è una strategia per mantenere le ingiustizie legate ai privilegi e alla gestione del potere."
I politologi Carol M. Swain e Russell Nieli, nel loro testo sul nazionalismo bianco, identificano l'idea dell'"orgoglio bianco" come un fenomeno relativamente nuovo negli Stati Uniti. Sostengono che nel corso degli anni '90 "un nuovo white pride, una protesta bianca e un movimento per la coscienza bianca si sono sviluppati in America". Identificano tre fattori che hanno contribuito al fenomeno: l'afflusso di immigrati negli anni '80 e '90, il risentimento per le politiche per l'aumento dei diritti civili e la crescita di Internet come strumento per l'espressione e la mobilitazione degli indignati. Secondo Janet E. Helms, direttore e fondatore dell'Istituto per lo studio e la promozione della razza e della cultura del Boston College, una persona bianca "deve prendere coscienza della propria etnia e accettarla come tratto socialmente significativo ... Non nel senso dei membri del Klan "white" ma per creare una società giusta." Tra le persone che si identificano fortemente come bianche, la ricerca differenzia tra un gruppo di potere consapevole e un gruppo orgoglioso. Il gruppo orgoglioso ha maggiori probabilità di svalutare la diversità e di mostrare pregiudizi mentre il gruppo di persone consapevoli è più incline a valutare la diversità.

## Contesto razzista

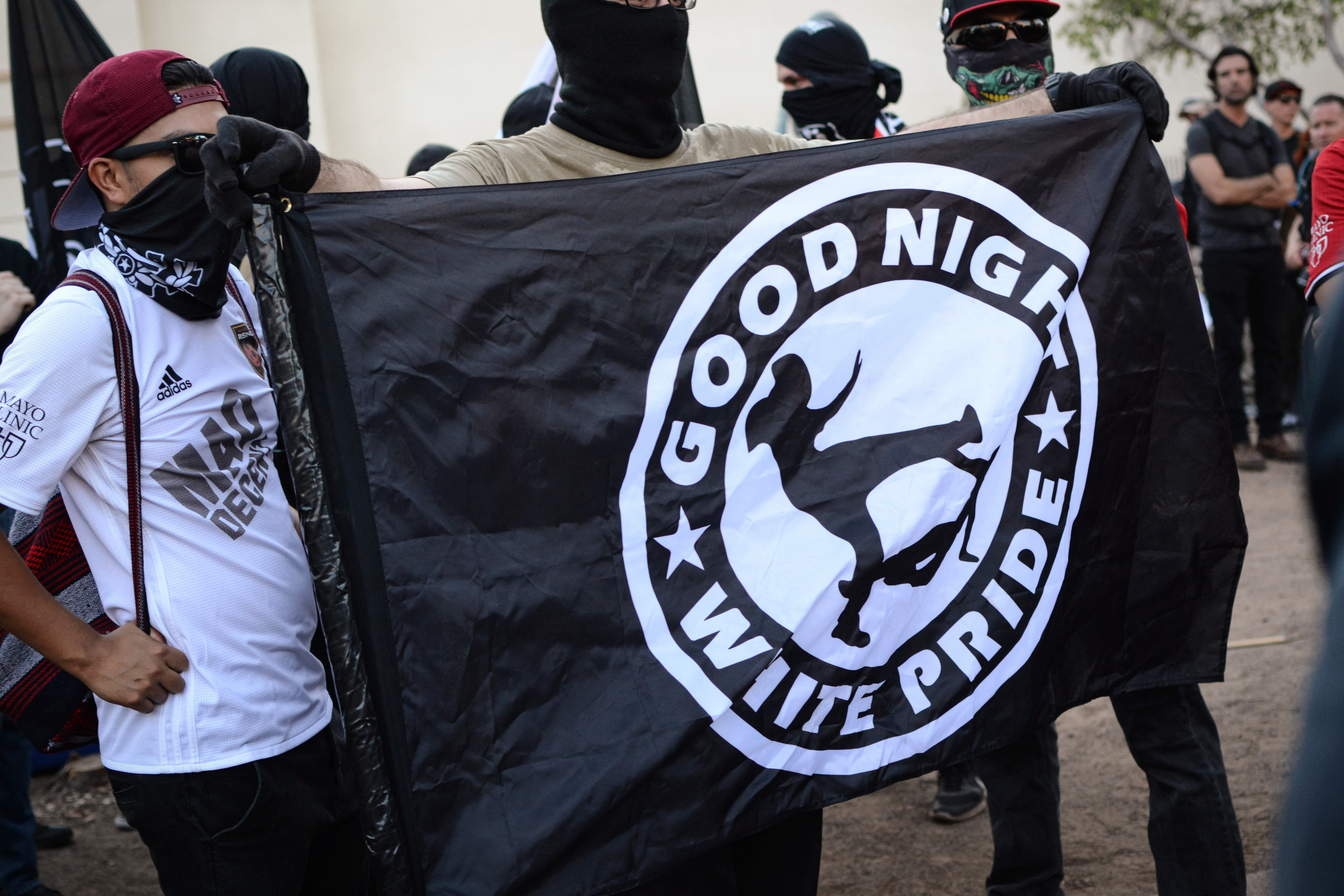
Manifestazione anti Donald Trump

Lo slogan "White Pride Worldwide" appare sul logo di Stormfront, un sito web di proprietà e gestito da Don Black, ex gran mago del Ku Klux Klan. I Cavalieri Bianchi della Georgia del Ku Klux Klan si descrivono come "un movimento di rinascita cristiano bianco patriottico dedicato a preservare il mantenimento dell'orgoglio bianco e i diritti della Razza Bianca". Uno studio del 2002 ha identificato il white pride come una motivazione per i crimini di odio razziale in un campus universitario degli Stati Uniti, mentre in uno studio diverso sul razzismo su internet lo slogan è stato identificato come parte di una tendenza emergente transnazionalista nei movimenti suprematisti bianchi. Lo slogan fu usato per l'incitamento all'odio nei confronti della New York University, del Vassar College e della Temple University. Era usato in molti poster di un'organizzazione di supremazia bianca presso dozzine di college statunitensi. Alcune maglie di Denver Nuggets sono state nominate "white pride" da Adidas e sono state rese disponibili nel sito web del gruppo nel 2016 ma, in seguito, sono state rinominate.